# 레숭
레숭(베트남어: Lê Sùng / 黎漴 여충, ? ~ 1509년 11월 13일(음력 10월 2일))은 대월 후 레 왕조의 황족이자 추존황제이다. 레떤의 아들이자 레 소종의 부친이다.

## 생애
금강왕(錦江王)에 봉해졌다.
도안카인 5년(1509년), 사촌형인 레 위목제에게 죽임을 당했다. 같은 해 12월, 둘째 동생인 간수공(簡脩公) 레 양익제가 즉위하고 레숭을 장정대왕(莊定大王)에 추봉하였다.
꽝티에우 2년(1517년), 아들인 레 소종이 묘호를 명종(明宗), 시호를 철황제(哲皇帝), 능호를 강릉(康陵)으로 하였다.

## 가계

### 조부모와 부모
- 조부 : 성종순황제(Thánh Tông Thuần Hoàng Đế/聖宗淳皇帝) 레뜨타인(Lê Tư Thành/黎思誠/여사성)
- 조모 : 유휘황태후(Nhu Huy Hoàng Thái Hậu/柔徽皇太后) 풍지엠뀌(Phùng Diệm Quý/馮琰貴/풍염귀)
- 부친 : 덕종건황제(Đức Tông Kiến Hoàng Đế/德宗建皇帝) 레떤(Lê Tân/黎鑌/여빈)
- 모친 : 휘자황태후(Huy Từ Hoàng Thái Hậu/徽慈皇太后) 찐 티 뚜옌(Trịnh Thị Tuyên/鄭氏瑄/정씨선)

### 후비
- 단목황태후(Đoan Mục Hoàng Thái Hậu/端穆皇太后) 찐 티 로안(Trịnh Thị Loan/鄭氏鸞/정씨란) (1488년 ~ 1527년)

### 황자
1. 황자(皇子) 레이(Lê Y/黎椅/여의) - 제10대 황제 소종(昭宗).
2. 황자(皇子) 레쑤언(Lê Xuân/黎椿/여춘) - 제11대 황제 공황(恭皇).